# Берёза Форреста

Берёза Форреста (лат. Betula forrestii) — вид растений рода Берёза (Betula) семейства Берёзовые (Betulaceae).

## Распространение и экология
В природе ареал вида охватывает Дальний Восток России и Китай.
Произрастает в густых зарослях под пологом сосновых и пихтовых лесов, на высоте 2700—3500 м.

## Ботаническое описание
Дерево высотой 8—13 м. Веточки тонкие, цилиндрические, жёлто-шелковисто-пушистые, покрытые многочисленными маленькими округлыми чечевичками.
Почки притуплённые, яйцевидные, длиной 5—8 мм, со многими черепичато расположенными широкояйцевидными чешуями. Листья тонкие, бумажистые, широкояйцевидные, яйцевидно-эллиптические или широкообратнояйцевидные, длиной 3,5—5,5 см, шириной 2—3,5 см, на конце острые или туповатые, с широко-клиновидным или округлым основанием, по краю дважды неравно-пильчато-зубчатые, сверху голые, снизу железистые и длинно-шелковисто-волосистые вдоль центральной и боковых жилок. Черешки очень тонкие, шелковисто-волосистые, длиной около 1 см.
Пестичные серёжки почти цилиндрические, длиной до 3 см, на длинноволосистых ножках длиной 3 мм. Прицветные чешуйки трёхлопастные, по краюе волосистые, боковые лопасти расходящиеся, наполовину короче средней.
Орешек яйцевидный, с узкой каёмкой вместо крыльев.

## Таксономия
Вид Берёза Форреста входит в род Берёза (Betula) подсемейства Берёзовые (Betuloideae) семейства Берёзовые (Betulaceae) порядка Букоцветные (Fagales).
|  |                                      |  |                                                             |                                                             |                     |  | ещё 7 семейств (согласно Системе APG II) | ещё 7 семейств (согласно Системе APG II)                   |                                                            |  |  |  | ещё 1—2 рода        | ещё 1—2 рода        |  |  |
|  |                                      |  |                                                             |                                                             |                     |  | ещё 7 семейств (согласно Системе APG II) | ещё 7 семейств (согласно Системе APG II)                   |                                                            |  |  |  | ещё 1—2 рода        | ещё 1—2 рода        |  |  |
|  |                                      |  |                                                             | порядок Букоцветные                                         |                     |  |                                          |                                                            | подсемейство Берёзовые                                     |  |  |  |                     | вид Берёза Форреста |  |  |
|  |                                      |  |                                                             | порядок Букоцветные                                         |                     |  |                                          |                                                            | подсемейство Берёзовые                                     |  |  |  |                     | вид Берёза Форреста |  |  |
|  | отдел Цветковые, или Покрытосеменные |  |                                                             |                                                             | семейство Берёзовые |  |                                          |                                                            | род Берёза                                                 |  |  |  |                     |                     |  |  |
|  | отдел Цветковые, или Покрытосеменные |  |                                                             |                                                             |                     |  |                                          |                                                            |                                                            |  |  |  |                     |                     |  |  |
|  |                                      |  | ещё 44 порядка цветковых растений (согласно Системе APG II) | ещё 44 порядка цветковых растений (согласно Системе APG II) |                     |  |                                          | ещё одно подсемейство, Лещиновые (согласно Системе APG II) | ещё одно подсемейство, Лещиновые (согласно Системе APG II) |  |  |  | ещё более 110 видов |                     |  |  |
|  |                                      |  |                                                             | ещё 44 порядка цветковых растений (согласно Системе APG II) |                     |  |                                          |                                                            | ещё одно подсемейство, Лещиновые (согласно Системе APG II) |  |  |  |                     |                     |  |  |